# Jane Kiptoo
Jane Kiptoo, född den 8 augusti 1982 är en kenyansk friidrottare som tävlar i medel- och långdistanslöpning.
Kiptoo deltog vid VM för ungdomar 1999 där hon sprang 400 meter men blev utslagen redan i semifinalen. Efter det har hon inte deltagit vid något internationellt mästerskap förrän hon år 2008 kvalificerade sig för IAAF World Athletics Final i Stuttgart på både 3 000 meter och 5 000 meter. På den kortare distansen slutade hon på tredje plats medan hon på den längre blev åtta.